# Alfred Cannan

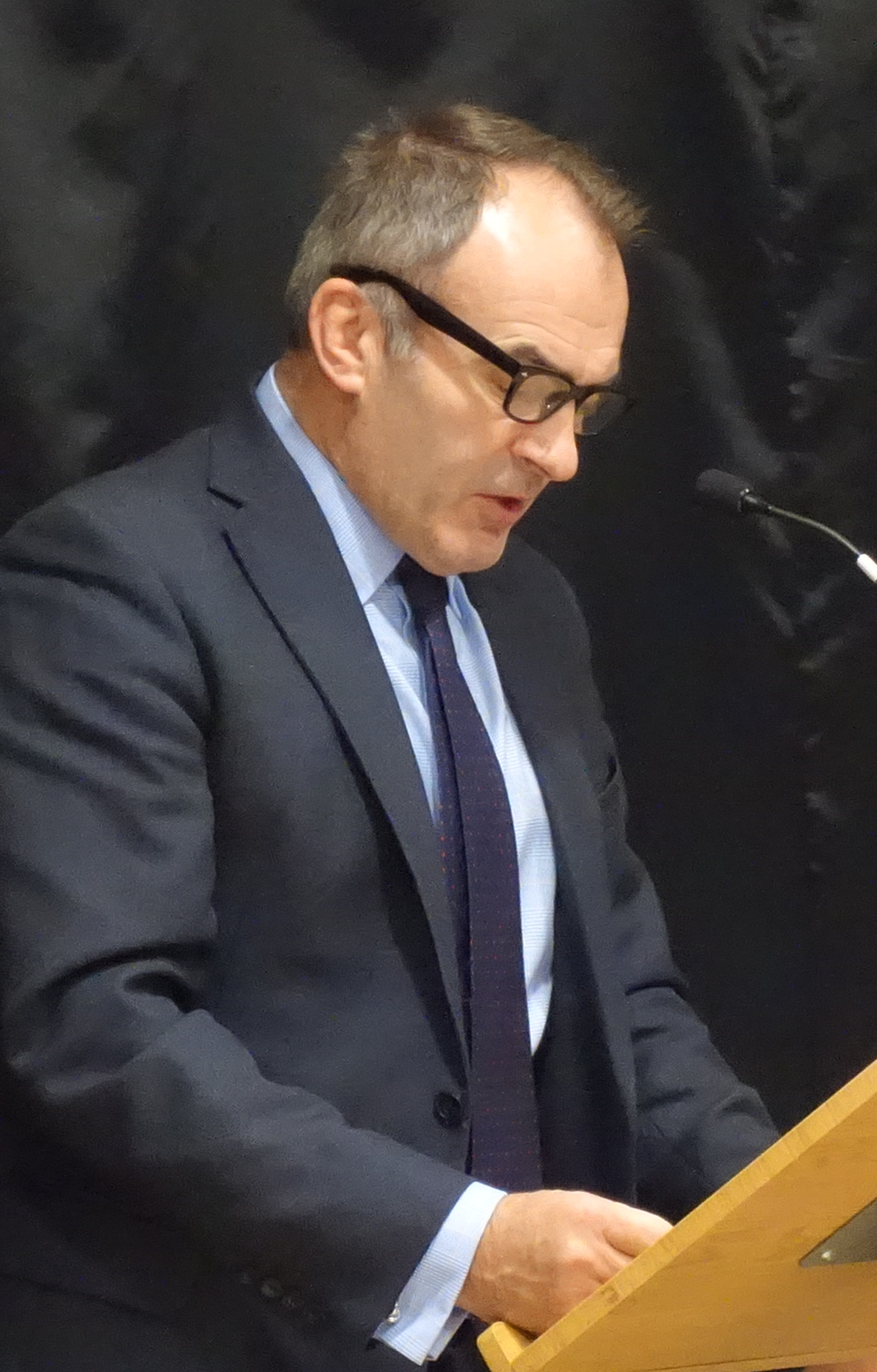
Alfred Cannan, Oktober 2023

Alfred Louis Cannan (* 20. Januar 1968) ist ein unabhängiges Mitglied des House of Keys for Ayre & Michael und ist der derzeitige Chief Minister der Isle of Man. Zuvor war er Finanzminister.
Cannan bewarb sich 2011 um das Amt des Chief Ministers, scheiterte jedoch. Seine Nominierung war die erste, bei der nur die Mitglieder des House of Keys (des Unterhauses der Isle of Man) eine Stimme hatten: Zuvor nahmen auch die Mitglieder des Legislativrats an der Wahl teil. Cannan ersetzte Howard Quayle, der von seinem Amt zurücktrat und es ablehnte, bei der Wahl zum House of Keys 2021 zu kandidieren. Am 12. Oktober 2021 besiegte Cannan den MHK Alex Allinson von Ramsey und wurde Chief Minister der Isle of Man.

## Politische Laufbahn
Im Jahr 2011 wurde Cannan als Abgeordneter (MHK) für den Wahlkreis Michael gewählt, der 2016 aufgelöst wurde.
Cannans erstes Regierungsamt war das des Vorsitzenden der Kommission für den öffentlichen Dienst, das er von 2011 bis 2014 innehatte. Im Jahr 2014 wurde er zum Vorsitzenden der neu gegründeten Manx Utilities Authority ernannt.
Von 2015 bis 2016 war er auch politisches Mitglied des Ministeriums für wirtschaftliche Entwicklung.
Im Jahr 2016 wurde er als MHK für den neuen Wahlkreis Ayre & Michael gewählt und erhielt die meisten Stimmen in dem Wahlkreis, in dem zwei Abgeordnete gewählt wurden.
Bei der Wahl des Chief Ministers unterlag Cannan knapp Howard Quayle und wurde im Oktober 2016 zum Finanzminister ernannt. Seine Amtszeit als Finanzminister war von einigen wichtigen Entscheidungen geprägt. Im Oktober 2017 erließ Cannan der Manx Utilities Authority Schulden in Höhe von 95 Millionen Pfund; im Februar 2018 wurde die Rentenfreiheit kontrovers eingeführt; und im Mai 2018 kaufte die Regierung der Isle of Man die Isle of Man Steam Packet Company für 124,3 Millionen Pfund.
Cannan hat sich nachdrücklich für eine Reform des nationalen Gesundheitsdienstes auf der Insel Man eingesetzt und war maßgeblich an der von Sir Jonathan Michael initiierten Überprüfung beteiligt, die zu einer vorgeschlagenen Trennung von Politik und Betrieb und der Gründung einer neuen Versorgungsorganisation namens Manx Care geführt hat.
Er betonte, dass der Schwerpunkt seiner Haushalte auf den „arbeitenden Familien“ und der Herausforderung liegen müsse, mit einem Jahrzehnt niedrigen Lohnwachstums fertig zu werden. Seine Haushalte sahen erhebliche Erhöhungen der persönlichen Steuerfreibeträge sowie gezielte, über der Inflation liegende Erhöhungen der Sozialleistungen für Geringverdiener und des Kindergeldes vor.
Am 12. Oktober 2021 wurde er vom House of Keys zum Chief Minister der Isle of Man gewählt.